# San Juan Pueblo, Honduras
San Juan Pueblo är en ort i Honduras.   Den ligger i departementet Atlántida, i den centrala delen av landet, 170 km norr om huvudstaden Tegucigalpa. San Juan Pueblo ligger 171 meter över havet och antalet invånare är 5 735.
Terrängen runt San Juan Pueblo är varierad. Runt San Juan Pueblo är det ganska glesbefolkat, med 31 invånare per kvadratkilometer. San Juan Pueblo är det största samhället i trakten. 